# Wspólnota administracyjna Kirchheim unter Teck
Wspólnota administracyjna Kirchheim unter Teck – wspólnota administracyjna (niem. Vereinbarte Verwaltungsgemeinschaft) w Niemczech, w kraju związkowym Badenia-Wirtembergia, w rejencji Stuttgart, w regionie Stuttgart, w powiecie Esslingen. Siedziba wspólnoty znajduje się w mieście Kirchheim unter Teck, przewodniczącym jej jest Angelika Matt-Heidecker.
Wspólnota administracyjna zrzesza jedno miasto i dwie gminy wiejskie:
- Dettingen unter Teck, 5 698 mieszkańców, 15,13 km²
- Kirchheim unter Teck, miasto, 39 859 mieszkańców, 40,47 km²
- Notzingen, 3 552 mieszkańców, 7,70 km²